# La mitomane
La mitomane (Mytho) è una serie televisiva francese, diretta da Fabrice Gobert. È stata distribuita in Francia a partire dal 3 ottobre 2019. Dal 28 novembre 2019 è distribuita via internet in Italia sulla piattaforma Netflix.

## Trama
Elvira ha una vita che non la soddisfa e si sente trascurata dai suoi familiari. Ha tre figli ed un compagno che la tradisce con una farmacista. Lavora per un'assicurazione ed il suo responsabile è un uomo che non rispetta i dipendenti, in particolare le donne. Ad una visita medica scopre che il nodulo al seno che la preoccupa non è un tumore e il suo stato di salute è buono. È solo colpita da un forte stress, dovuto alle preoccupazioni familiari e al troppo lavoro. Quando torna a casa, decide di raccontare alla famiglia di essere ammalata, allo scopo di ottenere maggiori attenzioni, ma la situazione le sfuggirà di mano.